# Faverges-Seythenex
Faverges-Seythenex ist eine französische Gemeinde mit 7.540 Einwohnern (Stand: 1. Januar 2022) im Département Haute-Savoie in der Region Auvergne-Rhône-Alpes. Sie gehört zum Kanton Faverges-Seythenex im Arrondissement Annecy. 
Sie entstand als Commune nouvelle mit Wirkung vom 1. Januar 2016 durch die Fusion der bisherigen Gemeinden Faverges und Seythenex. 

## Gliederung
| Ortsteil                     | ehemaliger INSEE-Code | Fläche (km²) | Einwohnerzahl (2016) |
| ---------------------------- | --------------------- | ------------ | -------------------- |
| Faverges (Verwaltungssitz)00 | 74123                 | 25,86        | 6943                 |
| Seythenex                    | 74270                 | 33,41        | 0665                 |

## Lage
Faverges-Seythenex ist die südlichste Gemeinde des Départements Haute-Savoie. Sie liegt innerhalb des Regionalen Naturparks Massif des Bauges. Nachbargemeinden sind Talloires-Montmin im Norden, Saint-Ferréol und Val-de-Chaise im Nordosten, Marthod im Osten, Mercury im Südosten, Plancherine und Jarsy im Süden, Giez im Westen sowie Doussard im Nordwesten. Das Gemeindegebiet wird vom Fluss Eau Morte durchquert, der in den Lac d’Annecy mündet.